# 中央日報
中央日報（チュンアンイルボ、朝: 중앙일보、英: JoongAng Ilbo）は、韓国の朝鮮語の日刊新聞（朝刊）である。1965年9月22日創刊。本社をソウル特別市中区におく。時事通信社、日本経済新聞社と友好関係にあり、東京総局を東京都中央区銀座の時事通信ビルに置く。

## 概要
元々は、李秉喆が創刊した三星財閥系の夕刊紙であり、後に朝刊紙に転換。同財閥系ということで、かつては東洋放送（TBC：AMラジオ639キロヘルツ、FMラジオ89.1メガヘルツ、テレビ第7チャンネル）も所有していたが、全斗煥政権の言論統廃合により、1980年11月30日に廃局。同局はKBSに統合された。TBCが使用していた周波数は今はKBSが使用している（テレビ：KBS第2テレビジョン、ラジオ：KBS第2ラジオ、KBS第2FM）。また少年雑誌『少年中央』も廃刊となった。
1999年にサムスングループから分離されたが、後述するようにオーナー一家は親戚関係である。
その後、2010年に李明博政権の規制緩和政策により、新聞社にもテレビ放送事業への参入が認められ、中央日報も、テレビの総合編成放送への参入を大韓民国放送通信委員会に申請した。その結果、同年12月31日に東亜日報、朝鮮日報、毎日経済新聞と共に認められ、約31年ぶりにテレビ放送事業が再開される運びとなった。また、中央日報が設立するテレビ新局・JTBCに日本のテレビ朝日も全体の3.08%に当たる130億ウォン（約9億4000万円）分出資し、業務提携する。なお、親会社との関係からJTBCも東京支局を本紙と同じく時事通信ビルに置いている。テレビ朝日の親会社である朝日新聞社は中央日報の競合紙である東亜日報と提携している。
また、公式サイトはマイクロソフトが運営するMSNと提携している。
2024年3月27日、本紙の駐日特派員として、元毎日新聞の政治部記者でソウル特派員も務めた大貫智子が就任したと発表した。日本のマスメディア出身の記者が韓国のマスメディアに転職するのは初めてとしている。

## 論調
論調としては旧三星系列ということもあり実利主義的またはエンターテインメントの色が濃く、トーンは世論の動向に左右されやすい。朝鮮日報、東亜日報と合わせて「朝・中・東」として保守系紙の代表格とされるが、実利主義、現実主義を標榜するだけに、朝鮮日報に比べて保守色は若干弱い。そのため、中道左派・進歩派の代表的新聞であるハンギョレと併読する人もいる。もちろん、言論の特性上、とにかく批判する側では結局すべて偏りがあると指摘される。
セウォル号沈没事故やソウル梨泰院雑踏事故などの際には、与党・野党隔てなく批判の対象としたばかりか、読者である韓国国民の国民性をも舌鋒鋭く批判するなど恐れを知らぬ批判精神を持つ。
ちなみに中央日報が属する中央グループの場合、中央という名前をモットーにする形なのか、運営する放送会社JTBCは進歩スタンスを見せる。
湖厳ホールなど文化事業にも積極的に取り組んでいることから文化面に強いという評判がある。同社記者ら関係者によれば、サムスングループからは分離しており、論調に影響は受けていないと語るが、記事や論調の傾向からは、実際には少なからずサムスン電子の影響を受けている。なお、同社会長である洪錫炫会長は、サムソンの李健熙会長の妻である洪羅喜の実弟である。ただしオーナー一家は新聞記者たちの論調に介入しないという原則として知られている。洪錫炫は盧武鉉政府で駐米大使を務めたこともある。
対日関係については論説委員（大記者）の中でも金永煕を始め、日本語が堪能なベテラン記者が多く、日本に厳しい意見が強い韓国新聞界にあっては、比較的日本に穏健な立場をとることが多いともされる。しかし近年では、上記新聞以上に記者個人による主観的な対日批判を繰り返している。また、竹島/独島問題で様々な地図を公表するのが一種の風物となっている。「地図区域一覧図」などは天気予報の天気図のような「地図区域」であるが、日本が1930年代に「（その行為の必要性自体に疑問符をつけざるをえない）韓国領と明記」という話になっている。

## 日本で論議を呼んだ記事

### 「日本沈没」記事
2011年3月11日に日本で発生した東北地方太平洋沖地震（東日本大震災）の翌3月12日には、1面に「日本沈没」という見出しと共に、津波に飲み込まれ壊滅した街の写真を掲載し、日本映画『日本沈没』と比較した。これに対し日本側の反発や韓国国内からも非難が殺到した結果、同年12月27日に「反省文」を掲載し、震災紙面を変更した（同様はソウル新聞にもあった）。

### 「原爆は神の懲罰」問題
2013年5月20日、中央日報のコラムニストのキム・ジン論説委員（記者）が安倍首相が視察の際に試乗したブルーインパルスの機体番号が「731」だったことを韓国メディアが指摘していたことを受けて、「丸太の復讐を忘れたか」という挑発的な表題で「日本に原爆が投下されたのは神の懲罰だ」「原爆投下は旧日本軍の731部隊の生体実験に動員された犠牲者の復讐」と論評した。
これに対しては、広島市への原子爆弾投下で被害を受けた広島市の松井一実市長や長崎市への原子爆弾投下で被害を受けた長崎市の田上富久市長などが批判したほか、被爆者には朝鮮人やキリスト教徒も含まれるため、一部の韓国メディアや識者からも批判が挙がった。在大韓民国日本大使館が中央日報に遺憾の意を伝えると、「社の意見ではない」と弁解したが、菅義偉内閣官房長官は「断じて許すことはできない」と批判した。

その後、件の記事についてインターネット配信記事は日本語版のみが読めなくなり、母国の朝鮮語版向けには記事を読ませるという形で使い分けを行っている。黒田勝弘によると、韓国マスコミの対日報道は誤報と分かってもほぼ訂正されることはないという。その後、記事を書いたキム・ジン論説委員は5月27日付の同紙で釈明記事を発表して、「（自身の伝えたかった）趣旨と異なり、日本の原爆被害者と遺族を含め、心に傷を負われた方に遺憾の意を表明します」と釈明し、遺憾の意を表明することを迫られた。しかし新聞として、論説の撤回や謝罪といったことは行われていない。

### 「対馬は昔から韓国の領土」の記事
韓国人作家、イ・ウォンホ出した小説「千年恨、対馬」を取り上げ、対馬が韓国領土で、日本の1000年侵奪史を忘れるべきでない、としている。

### その他
- 2004年にスペインメディアの『エル・ムンド』が、「韓国は4228年間にわたって中国の植民地だった」「韓半島は長い歴史のなかで数多くの侵略を受けてきた。中国に1895年まで属していたが、1910年の韓日合併までの15年間にわたって独立を味わったりもした」「建国時点である紀元前2333年から日清戦争の1895年までの4228年間にわたって中国の属国だった」と報道し、日本が中国の植民地だった韓国を救ったように報道した[26][27]。この『エル・ムンド』の報道について『中央日報』は、「わい曲」と非難している[26]。
- 2013年1月29日、韓国の窃盗団が日本で仏像を盗んで国内に持ち込んで拘束されたが、その後、日本人だから14世紀中に窃盗した物なのだろうという趣旨のキャンペーンの中心的存在となった[28]。ちなみに2月7日になって文明大名誉教授が論文を発表したというのが唯一の論拠である[29][30]。日本国政府は「国際法の文化財返還要請に基づいて、速やかに返還を求めていきたい」と述べている[31]。なお、2月28日以降は仏像の記事に対してすっかり意欲を失っている[32]。9月27日になって劉震竜文化庁長官の仏像返還発言があったため社説で取り上げることになったが「日本側はすぐに返還するよう騒いでいる。」「1370年ごろこの地域に出没した倭寇が強奪して行ったものと推定される」「くやしいが、浮石寺の仏像は不法搬出と見なされ日本に返すのが正しい。」といった内容であった[33]。
- 2013年11月6日、「【中央時評】バラク・オバマ大統領への手紙」という記事で「米国が経済的にシャム双生児の中国を包囲」しつつあることに不満を示し、「中国は米国の最大の債権国」「中国との関係で最も大きな難題があるとすれば、軍事的な課題ではない」「米国は歴史のヤマ場を迎える度に反戦で平和の転機を作り、1972年に歴史的な米中和解を実現させた」などと米中接近の説得を行った上で「（米中の）どちらか一方を（韓国が）選択しろというのは過酷な注文」だと訴えている。ちなみに日本に関しては韓日中の国際分業で今のようにうまく過ごしたいとしている[34]。
- 2014年7月14日付の「『1万台駐車場、朝7時から満杯』…観光客で混雑する羽田」という記事が[35][36]、週刊新潮の記事を丸々盗用した上に登場する人物のコメントまで勝手に改変していたのではないか？という疑惑が持たれている[37]。
- 2019年7月16日、大統領府首席秘書官がフェイスブックを通じて中央日報と朝鮮日報の日本語版見出しについて、「日本で嫌韓感情の高まりをあおる売国的タイトルを選んだ人間は誰か?」と批判。翌17日には、大統領府の記者会見では報道官が中央日報と朝鮮日報を名指し、日本語版サイトの記事で見出しを変えているケースがあることなどを指摘した[38]。